# ارباب ماه
ارباب ماه (به انگلیسی: Master of the Moon) عنوان دهمین آلبوم استودیویی گروه هوی متال دیو است. این آلبوم در ۷ سپتامبر ۲۰۰۴ با همکاری شرکت نشر سنچوری در آمریکا و ۳۰ اوت ۲۰۰۴ با همکاری شرکت اس‌پی‌وی در اروپا منتشر شد. این آلبوم تا دسامبر ۲۰۰۹ آخرین آلبوم استودیویی گروه دیو است.
ارباب ماه همچنین فرصتی بود تا کریگ گلدی نوازنده سابق گروه که در آلبوم‌های مجیکا و رویاهای پلید ببین هم همراه گروه بو دوباره به دیو بپیوندد. اعضای دیگر گروه در ضبط آلبوم عبارت بودند از جف پیلسن، نوازنده گیتار باس، سیمون رایت نوازنده درامز و اسکات وارن برای نوازندگی کیبورد.

## فهرست آهنگ‌ها
تمامی آهنگ‌های این آلبوم توسط رانی جیمز دیو و کریگ گلدی نوشته شده‌است مگر در مواردی که در داخل() توضیح داده شده باشد.
1. «یک گام به سوی راه» - ۳:۱۸
2. «ارباب ماه» - ۴:۱۹
3. «پایان جهان» - ۴:۳۹
4. «خرده سنگ‌ها» - ۴:۱۵
5. «مردی که می‌خواد پادشاه باشد» - ۴:۵۸
6. «چشم‌ها» - ۶:۲۷
7. «زنده با دروغ» (رانی جیمز دیو، کریگ گلدی، سیمون رایت) - ۴:۲۵
8. «من هستم» - ۵:۰۰
9. «مرگ با عشق» (دیو، گلدی، چاک گریس، رایت» - ۴:۲۱
10. «در رؤیاها» - ۴:۲۶
11. «زندانی بهشت» (قطعه اهدایی) - ۴:۰۱

قطعه اهدایی، در نسخه ویژهٔ این آلبوم برای ژاپن منتشر گشت.

## رتبه‌ها

### آلبوم
| سال  | آلبوم     | رتبه        | رتبه                         |
| ---- | --------- | ----------- | ---------------------------- |
| سال  | آلبوم     | بیلبورد ۲۰۰ | برترین آلبوم‌های مستقل آمریکا |
| ۲۰۰۴ | ارباب ماه | -           | #۷                           |

## سازندگان
- رانی جیمز دیو - خواننده
- کریگ گلدی - گیتار، کیبورد
- جف پیلسن - گیتار باس
- سیمون رایت - درامز
- اسکات وارن - کیبورد
- تهیه شده توسط رانی جیمز دیو
- ضبط در استودیو توتال اکسس
- طرح و مدیرین وین دیویس
- طرح روی جلد از مارک ساسو